# Mean Machine (Tyrant)
Mean Machine, prodotto nel 1984 dalla Camel Records, è il primo album della band tedesca heavy metal Tyrant.

## Tracce
1. Free for All (03:36)
2. We Stay Free (03:17)
3. Making Noise and Drinking Beer (03:32)
4. I'm Ready (04:15)
5. Wanna Make Love (03:39)
6. Tyrant (04:04)
7. Invaders (02:24)
8. Grapes of Wrath (04:09)
9. Blood Suckin' Woman (05:58)
10. Killer Cat (02:28)

## Edizioni
1984
- Stampa mondiale su vinile della Camel Records.

- Stampa versione canadese su vinile della Banzai.
1988
- Ristampa della versione canadese su CD della Hot Blood (numero catalogo: 8712)
1990
- Ristampa su CD della Aurophone con l'aggiunta di 3 bonus tracks tratte dall'album Ruling the World:
11. Burn You – 04:35

12. Blind Revolution – 04:33

13. Set 'em on Fire – 03:42

2009
- Ristampa su CD della Battle Cry (numero catalogo: BC 030) con l'aggiunta di 4 bonus tracks:
11. Free for All (live) - 03:30

12. Making Noise and Drinking Beer (live) - 03:35

13. Blood Suckin' Woman (live) - 06:02

14. Wanna Make Love (live) - 05:28

## Formazione
- Kerrmit - voce
- Carl "King Carl" Tomaschko - chitarra
- Holgar Thiele - chitarra
- André Papack - basso
- Michael Budde - batteria